# Капілано 5
Капілано 5 (англ. Capilano 5) — індіанська резервація в Канаді, у провінції Британська Колумбія, у межах регіонального округу Метро-Ванкувер.

## Населення
За даними перепису 2016 року, індіанська резервація нараховувала 2931 особу, показавши зростання на 8,6%, порівняно з 2011-м роком. Середня густота населення становила 1 706,7 осіб/км².
З офіційних мов обидвома одночасно володіли 160 жителів, тільки англійською — 2 690, а 70 — жодною з них. Усього 1170 осіб вважали рідною мовою не одну з офіційних, з них 20 — одну з корінних мов, а 5 — українську.
Працездатне населення становило 56,4% усього населення, рівень безробіття — 12,9%.
Середній дохід на особу становив $29 544 (медіана $19 776), при цьому для чоловіків — $32 146, а для жінок $27 258 (медіани — $21 200 та $19 046 відповідно).
23,4% мешканців мали закінчену шкільну освіту, не мали закінченої шкільної освіти — 15,1%, 61,7% мали післяшкільну освіту, з яких 48,7% мали диплом бакалавра, або вищий, 25 осіб мали вчений ступінь.
| Статево-вікова структура населення | Статево-вікова структура населення | Статево-вікова структура населення | Статево-вікова структура населення | Статево-вікова структура населення |
| ---------------------------------- | ---------------------------------- | ---------------------------------- | ---------------------------------- | ---------------------------------- |
|                                    |                                    |                                    |                                    |                                    |
| Всього                             | Всього                             | 48,0%52,0%                         |                                    |                                    |
| 0 — 14 років                       | 0 — 14 років                       |                                    | 12,5%                              | 12,5%                              |
| 15 — 64 років                      | 15 — 64 років                      |                                    | 70,4%                              | 70,4%                              |
| 65 і більше                        | 65 і більше                        |                                    | 17,1%                              | 17,1%                              |
| 85 і більше                        | 85 і більше                        |                                    | 1,9%                               | 1,9%                               |
| Середній вік (років)               | Середній вік (років)               | 40,843,7                           | 42,3                               | 42,3                               |
| Медіана (років)                    | Медіана (років)                    | 40,343,9                           | 42,5                               | 42,5                               |
| — чоловіки — жінки                 |                                    |                                    |                                    |                                    |

| Походження мешканців:     | Походження мешканців:     | Походження мешканців: | Походження мешканців: | Походження мешканців: |
| ------------------------- | ------------------------- | --------------------- | --------------------- | --------------------- |
| Походження                |                           |                       | осіб                  | %                     |
| Корінні американці        | Корінні американці        |                       | 1 010                 | 34.71%                |
| Інше північноамериканське | Інше північноамериканське |                       | 130                   | 4.47%                 |
| Європейське               | Європейське               |                       | 1 005                 | 34.54%                |
| британське                | британське                |                       | 620                   | 21.31%                |
| французьке                | французьке                |                       | 85                    | 2.92%                 |
| українське                | українське                |                       | 55                    | 1.89%                 |
| Латинськоамериканське     | Латинськоамериканське     |                       | 60                    | 2.06%                 |
| Карибське                 | Карибське                 |                       | 25                    | 0.86%                 |
| Африканське               | Африканське               |                       | 50                    | 1.72%                 |
| Азійське                  | Азійське                  |                       | 1 080                 | 37.11%                |
| Океанійське               | Океанійське               |                       | 85                    | 2.92%                 |

## Клімат
Середня річна температура становить 10°C, середня максимальна – 20,3°C, а середня мінімальна – -1,4°C. Середня річна кількість опадів – 1 799 мм.
| Клімат поселення                              | Клімат поселення | Клімат поселення | Клімат поселення | Клімат поселення | Клімат поселення | Клімат поселення | Клімат поселення | Клімат поселення | Клімат поселення | Клімат поселення | Клімат поселення | Клімат поселення | Клімат поселення |
| Показник                                      | Січ.             | Лют.             | Бер.             | Квіт.            | Трав.            | Черв.            | Лип.             | Серп.            | Вер.             | Жовт.            | Лист.            | Груд.            |                  |
| Середній максимум, °C                         | 7,82             | 9,35             | 11,12            | 13,62            | 16,86            | 19,54            | 19,95            | 20,26            | 17,38            | 12,98            | 8,88             | 6,32             |                  |
| Середня температура, °C                       | 3,25             | 4,77             | 6,55             | 9,01             | 12,28            | 14,96            | 17,25            | 17,57            | 14,69            | 10,30            | 6,19             | 3,63             |                  |
| Середній мінімум, °C                          | −1,35            | 0,16             | 1,95             | 4,44             | 7,68             | 10,35            | 14,55            | 14,88            | 11,99            | 7,60             | 3,49             | 0,94             |                  |
| Норма опадів, мм                              | 245              | 171              | 169              | 131              | 99               | 80               | 55               | 56               | 74               | 187              | 291              | 241              |                  |
| Середньомісячна швидкість вітру, м/с          | 3.38             | 3.22             | 3.30             | 3.16             | 3.00             | 3.00             | 2.90             | 2.68             | 2.48             | 2.75             | 3.38             | 3.49             |                  |
| Середньомісячна сонячна радіація, кДж/м²·день | 3064             | 5915             | 9882             | 15104            | 18762            | 20127            | 21345            | 18284            | 13073            | 7042             | 3498             | 2393             |                  |
| --------------------------------------------- | ---------------- | ---------------- | ---------------- | ---------------- | ---------------- | ---------------- | ---------------- | ---------------- | ---------------- | ---------------- | ---------------- | ---------------- | ---------------- |
| Джерело:                                      |                  |                  |                  |                  |                  |                  |                  |                  |                  |                  |                  |                  |                  |